# Acanthophyllum pulchrum
Acanthophyllum pulchrum är en nejlikväxtart som beskrevs av Boris Konstantinovich Schischkin. Acanthophyllum pulchrum ingår i släktet Acanthophyllum och familjen nejlikväxter. Inga underarter finns listade i Catalogue of Life.